# Sympathy for the Devil (filme)
Sympathy for the Devil, originalmente intitulado 1 + 1 ou One Plus One (bra: The Rolling Stones - Sympathy for the Devil; prt: One Plus One), é um filme vanguardista de 1968, gravado principalmente em cores pelo diretor Jean-Luc Godard, sua primeira produção britânica em língua inglesa. É um filme composto, justapondo documentário, cenas de ficção e leituras políticas dramatizadas. É mais notável por suas cenas que documentam a evolução criativa da canção "Sympathy for the Devil", conforme os Rolling Stones a desenvolveram durante as sessões de gravação no Olympic Studios em Londres.

## Produção
Em 1968, Jean-Luc Godard mudou-se para Londres com a intenção de fazer um filme sobre aborto. Quando descobriu que, devido à Lei do Aborto de 1967, não era mais um tema em discussão, disse aos seus produtores que ainda faria um filme em Londres, mas com a condição de trabalhar com os Beatles ou os Rolling Stones. Os Beatles o recusaram, mas os Rolling Stones ficaram felizes em colaborar. Como resultado, ele foi autorizado a capturar o trabalho em andamento enquanto ensaiavam e gravavam material para seu sétimo álbum, Beggars Banquet.
O filme foi rodado no Olympic Recording Studios em Londres e na Camber Sands. Na versão original com 104 minutos, Godard deixou a criação da música inacabada.
De acordo com o diretor de fotografia Tony Richmond, as partes do filme que não envolvem os Rolling Stones não foram roteirizadas e foram filmadas sem autorização.

## Lançamento e recepção
1 + 1 foi exibido no Festival de Cinema de Londres de 1968; Godard deu um soco no rosto do produtor Iain Quarrier pelas mudanças feitas no final do filme, incluindo a adição da versão completa da canção. Godard mostrou sua versão original sob uma ponte de Londres gratuitamente após a exibição. Disse mais tarde à revista Rolling Stone que estava "decepcionado" com os Rolling Stones por não criticarem o uso da canção completa e por aceitarem "que eles fossem enfatizados sobre todos os outros no filme".
A New Line Cinema adquiriu os direitos de distribuição na América do Norte e o filme foi exibido como Sympathy for the Devil em campus universitários durante 1969 e 1970, incluindo na Universidade da Califórnia em Berkeley, na Universidade de Chicago e na Hunter College, em Nova Iorque. Um documentário de uma hora sobre a produção do filme foi exibido uma semana antes dessas exibições.
Em 1970, o Murray Hill Cinema, em Nova Iorque, exibiu a versão original de 1 + 1 em dias alternados com a versão de Quarrier de Sympathy for the Devil. Roger Greenspun, analisando ambos os filmes no The New York Times, escreveu: "Não entendo por qual motivo alguém, dada a escolha, preferiria a versão de um filme de um produtor à de um diretor. O filme para ver no Murray Hill é 1 + 1".
Em 2018, Sympathy for the Devil foi restaurado em 4K e lançado em DVD e Blu-Ray para o 50.º aniversário de seu lançamento.